# Jean Perrone
Jean Perrone (Giovanni Perrone), né le 11 mars 1794 à Quiers dans le Piémont et décédé le 26 août 1876, est un prêtre jésuite et théologien italien. Il fut représentant du courant ultramontain lors du concile Vatican I et au conclave qui vit l'élection de Léon XIII.

## Biographie
Perrone étudia la théologie à Turin où il obtint son doctorat. Il entra chez les Jésuites à Rome à 21 ans, le 14 décembre 1815, alors que la compagnie venait d'être rétablie l'année précédente. En 1816 Perrone fut envoyé à Orvieto pour enseigner la théologie, avant d'être nommé en 1823 professeur de dogmatique au Collège Romain. En 1830 il fut nommé un temps recteur du collège jésuite de Ferrara avant de retourner enseigner à Rome.
En 1849 l'instauration de la République romaine dans les États pontificaux le contraint à l'exil. Après trois années en Angleterre Perrone retrouve sa chaire de dogmatique au Collège romain, dont il prend la tête en 1850.
Il enseigna la théologie toute sa vie, fut consulteur de nombreuses congrégations et un opposant actif aux thèses du théologien allemand Georges Hermès. Il participa aux discussions qui aboutirent à la définition du dogme de l'Immaculée Conception proclamé le 8 décembre 1854 par Pie IX.

## Œuvre
Perrone publia une œuvre abondante, dont l'élément le plus important est Prælectiones Theologicæ en neuf volumes.
Liste non exhaustive:
- Prælectiones hierologicæ in compendium redactæ (4 vols., Rome, 1845) ;
- Il Hermesianismo (Rome, 1838) ;
- Il Protestantismo e la regola di fede (3 vols., 1853) ;
- De divinitate D. N. Jesu Christi (3 vols., Turin, 1870).